# Fondation Roffredo Caetani
La Fondation Roffredo Caetani est une fondation à but non lucratif instituée le 14 juillet 1972 par la volonté de la princesse Lelia Caetani, peintre impressionniste et dernier membre de la famille Caetani de Sermoneta (en).
L'objectif de l'association est de propager la mémoire des Caetani (en) et de continuer le travail social et éducatif commencé au château de Sermoneta par son père Roffredo, duc de Sermoneta et sa mère Marguerite Caetani
«italien : per onorare e perpetuare la memoria del suo grande Casato e per continuare il lavoro sociale ed educativo iniziato nel Castello di Sermoneta da suo padre, Roffredo Caetani, Duca di Sermoneta, e da sua madre Marguerite Caetani  ». 
L’action de la fondation s'articule autour de trois sites : Château de Sermoneta ;  le monument naturel Jardin de Ninfa et les vestiges médievaux de Tor Tre Ponti.